# Blasensprung
Unter Blasensprung versteht man in der Medizin die Öffnung der Fruchtblase, die während der Schwangerschaft den Fötus umgibt und bis dahin mit Fruchtwasser gefüllt ist. Der Blasensprung gehört zu den Zeichen der beginnenden Geburt und geschieht in der Regel spontan nach Eintritt der Geburtswehen.
Zur Erleichterung und/oder Beschleunigung der Geburt kann die Fruchtblase auch von außen (meist von einer Hebamme) durchstochen und damit eröffnet werden (Amniotomie).

## Vorzeitiger und frühzeitiger Blasensprung
Vom vorzeitigen Blasensprung (engl.: Premature Rupture of Membranes, PROM) spricht man, wenn bereits vor den Geburtswehen Fruchtwasser aufgrund eines Risses in der Amnionhöhle abgeht. Vor der 37. Schwangerschaftswoche ist die genaue Bezeichnung Preterm Premature Rupture of Membranes (PPROM).
Ein vorzeitiger Blasensprung stellt je nach Schwangerschaftswoche eine Gefahr für die Schwangerschaft dar. Auslöser des Blasensprungs sind häufig Infektionen im Genitalbereich. Eine neuere Studie sieht die bakterielle Besiedelung des Chorions – der äußersten Schicht der Fruchtblase – als Ursache für den vorzeitigen Blasensprung. In 50 % aller Schwangerschaften führt ein früher vorzeitiger Blasensprung innerhalb von 48 Stunden zur Geburt. Mögliche Komplikationen durch den Fruchtwasserverlust sind aufsteigende Infektionen, in Abhängigkeit von der Schwangerschaftswoche Ausbildungen von Lungenschäden oder Kontrakturen der Extremitäten sowie eine Fehlgeburt oder Frühgeburt des Kindes durch Auslösung von Wehen.
Vor Beginn der Lebensfähigkeit des Kindes (ab ca. der 24. Schwangerschaftswoche) führt ein vorzeitiger Blasensprung meist zu einer Fehlgeburt. Vor der 20. Schwangerschaftswoche sollte die Schwangerschaft zum Schutz der Mutter vor Infektionen bei schlechter Prognose des Kindes aktiv beendet werden.
Zwischen der 22. und 24. Schwangerschaftswoche sollte individuell zwischen einem Abbruch der Schwangerschaft oder einer konservativen Therapie entschieden werden.
Ab der abgeschlossenen 24. bis zur 28. Schwangerschaftswoche sollte eine konservative Therapie mit Dauerantibiose zur Vermeidung von Infektionen, Durchführung einer Lungenreifung, gegebenenfalls Durchführung einer Wehenhemmung (Tokolyse) sowie möglichst geringer Belastung der Patientin erfolgen. In seltenen Fällen (7–9 %) verschließt sich der Blasensprung wieder spontan und das Fruchtwasser bildet sich neu.
Durch das fehlende Fruchtwasser kommt es häufig zu einer schweren Unterentwicklung der fetalen Lungen. Um diese zu verbessern, kann die Luftröhre des Ungeborenen ab der 26./27. Schwangerschaftswoche für etwa eine Woche mit einem winzigen Ballon verschlossen werden. Der Ballon wird durch ein nur wenige Millimeter messendes Röhrchen durch die Bauchwand der Mutter in einem minimal-invasiven fetalchirurgischen Eingriff an seinen Platz geschoben. Diese Behandlungsmethode ist bei Zwerchfellhernien bereits seit über 15 Jahren etabliert. Damit kann in sehr kurzer Zeit ein gutes Wachstum der unterentwickelten Lungen sowie eine deutliche Verbesserung ihrer Durchblutung erreicht werden.
Weiterhin ab der 28. Schwangerschaftswoche sollte individuell zwischen der konservativen Therapie und aktivem Entbinden entschieden werden.
Ab der 32. Schwangerschaftswoche profitieren die Kinder mehr von einer Beendigung der Schwangerschaft durch Einleitung der Geburt oder Kaiserschnitt.
Eine alternative, experimentelle Therapie in den frühen Schwangerschaftswochen ist der Amnion Patch. Hier wird versucht, das Loch in der Fruchtblase mit Hilfe von Thrombozyten – diese werden in die Gebärmutter injiziert – zu kitten. Insbesondere bei Blasensprüngen nach Fruchtwasseruntersuchung wird von Erfolgen berichtet. Manchmal wird das Fruchtwasser in der Gebärmutter soweit aufgefüllt, dass das Kind ausreichend Fruchtwasser zur Verfügung hat, um sich optimal zu entwickeln. Dies geht jedoch mit einem erhöhten Infektionsrisiko einher.
Vom frühzeitigen Blasensprung spricht man, wenn der Blasensprung nach Eintritt der Wehen, aber vor dem Eintritt der frühen Austreibungsphase stattfindet.

## Mehrzeitiger Blasensprung
Auch mehrzeitige Blasensprünge sind bekannt, wenn die Fruchtblase in hohen Bereichen früh reißt und der Fruchtwasserabgang sich daraufhin für eine gewisse Zeit tamponiert. Später kommt es dann noch einmal zum Sprung der prävialen (in Geburtsrichtung liegenden) Blasenanteile mit erneutem Fruchtwasserabgang.